# Ragnhild Gulbrandsen
Ragnhild Gulbrandsen (Trondheim, 22 de fevereiro de 1977) é uma futebolista norueguesa, campeã olímpica.

## Carreira
Foi medalhista olímpica de ouro pela seleção de seu país em 2000.